# Ataque de sniffing
Ataque de sniffing ou ataque de sniffer, no contexto da segurança da rede, corresponde ao roubo ou interceptação de dados capturando o tráfego de rede usando um sniffer (um aplicativo destinado a capturar pacotes de rede). Quando os dados são transmitidos pelas redes, se os pacotes de dados não forem criptografados, os dados contidos no pacote de rede poderão ser lidos usando um sniffer.  Usando um aplicativo sniffer, um invasor pode analisar a rede e obter informações para eventualmente causar o travamento ou a corrupção da rede ou ler as comunicações que estão trafegando na rede.

## Geral
Os ataques de sniffing podem ser comparados com os grampos telefônicos e o conhecimento da conversa e, por esse motivo, também são chamados de grampos aplicados às redes de computadores. Usando ferramentas de detecção, os atacantes podem detectar informações confidenciais de uma rede, incluindo tráfego de email (SMTP, POP, tráfego IMAP), tráfego da Web (HTTP), tráfego FTP (autenticação Telnet, senhas FTP, SMB, NFS) e muito mais. O utilitário de analisador de pacotes geralmente "fareja" (sniff) os dados da rede sem fazer nenhuma modificação nos pacotes da rede. Os farejadores de pacotes podem apenas assistir, exibir e registrar o tráfego; e essas informações podem ser acessadas pelo atacante.

## Prevenção
Para prevenir as redes contra ataques de sniffing, as organizações e os usuários individuais devem ficar longe de aplicativos que usam protocolos não seguros, como autenticação HTTP básica, FTP (File Transfer Protocol) e Telnet. Em vez disso, devem ser preferidos protocolos seguros, como HTTPS, SFTP (Secure File Transfer Protocol) e SSH (Secure Shell). Caso seja necessário usar qualquer protocolo não seguro em qualquer aplicativo, toda a transmissão de dados deve ser criptografada. Se necessário, uma VPN (rede privada virtual) pode ser usada para fornecer acesso seguro aos usuários.